# 앤서니 우자
앤서니 우자(Anthony Ujah, 1990년 10월 14일, 우그보콜로 ~)는 나이지리아의 축구 선수로, 현재 독일의 우니온 베를린과 나이지리아 축구 국가대표팀의 일원이다.

## 유년기
우자는 나이지리아의 베누에주 우그보콜로 출신이다.

## 경력
우자는 아부자 FC에서 축구에 입문하였고, 2009년에 와리 울브스와 계약하였다. 그는 2010년 1월에 와리 울브스를 떠나 릴레스트룀 SK와 계약하였고, 2010년 3월 14일, 올레순 FK전에 데뷔하였다.

### 릴레스트룀 SK
2011년 1월, 우자는 잉글랜드의 풋볼 리그 1에 속한 스윈던 타운 FC와 사우샘프턴 FC에 연결되었으다.
이적 시장 마지막 날, 우자는 스페인 라 리가의 RCD 마요르카 보드진과 만나 이적 협상을 벌였다. 그러나, 협상은 마무리되지 못하였고, 우자는 2011년의 시즌을 릴레스트룀에 잔류한 채 시작하였다.
이 시즌에 우자가 첫 출전한 경기는 2011년 3월 3일의 경기로, 스타백 IF 원정 경기에서 4골을 넣으며, 7-0 승리를 견인하였다. 그의 인상적인 활약 하에, 네덜란드의 강호 PSV 에인트호번은 그에 대해 관심을 가져 라비우 이브라힘과의 스왑딜을 릴레스트룀에 제안하였다. 우자는 4월 25일, 5-0으로 승리한 FK 헤우게순과의 경기에서 결승골을 기록하였다. 2011년 5월, 그는 릴레스트룀의 리그 처음 6경기에서 8골을 기록하였고, 대륙의 분데스리가, 리그 1, 에레디비시 등에 속한 대형 클럽들의 제의를 받았다. 1달 후인 5월 28일, 우자는 사프스보리 08 전에서 결승골을 득점하였고, 릴레스트룀은 4-2 승리를 거두었다. 2011년 6월 19일, 우자는 또다시 스트룀스요드세트 전에서 4득점을 하였고, 4-2 승리를 거두어 티펠라겐 잔류를 확정지었다. 노르웨이에서 15년을 머문 뒤, 그는 클럽 서포터의 격렬한 환호를 받았고, 20세의 선수로써는 레전드 대우를 받았다. 그는 릴레스트룀 소속으로 42경기에 출장하여, 무려 32골을 득점하였다.

### FSV 마인츠 05
2011년 6월, 우자는 덴마크 수페르리가의 강호 FC 쾨벤하운나 브뢴비 IF 등의 이적 제안을 받았으나, 그는 1. FSV 마인츠 05와 계약을 하였다. 우자는 11월 4일, VfB 슈투트가르트전에서 두 골을 기록하여, 마인츠의 3-1 승리를 견인하였고, 그의 팀은 8월 중순부터 이어오던 무승 행진을 끊었고, 강등권과 승점을 3점차로 벌였다.

### FC 쾰른
우자는 2012년 1. FC 쾰른으로 임대되었다. 임대 시즌에서 28경기 13골이란 활약을 보였으며, 다음 시즌 쾰른이 완전 영입하였으며 임대기간을 포함해 4년동안 리그경기 83경기 출장에 34골을 기록했다.

### SV 베르더 브레멘
1. FC 쾰른에서 좋은 활약을 보인 우자는 2015년 7월 450만 유로의 이적료에 1. FC 쾰른에서 베르더 브레멘으로 이적했다.

### 국가대표팀
2011년 5월, 우자는 나이지리아 U-23 국가대표팀에 차출되어, 6월 5일에 탄자니아를 상대하였다.